# Lạch Tray
Lạch Tray là một phường cũ từng thuộc quận Ngô Quyền, thành phố Hải Phòng, Việt Nam.

## Địa lý
Phường Lạch Tray có vị trí địa lý:
- Phía đông và phía nam giáp phường Đằng Giang
- Phía tây giáp quận Lê Chân
- Phía bắc giáp phường Cầu Đất và phường Gia Viên.

Phường Lạch Tray có diện tích 1,16 km², dân số năm 2023 là 32.945 người, mật độ dân số đạt 28.400 người/km².

## Lịch sử
Ngày 15 tháng 1 năm 1981, UBND TP. Hải Phòng ban hành Quyết định số 83/QĐ-UBND về việc:
- Thành lập phường Lạch Tray thuộc quận Ngô Quyền.
- Thành lập phường Đồng Quốc Bình trên cơ sở đổi tên tiểu khu 26.[5][6] Phường được đặt theo tên Đồng Quốc Bình (1945–1964), chiến sĩ Hải quân Nhân dân Việt Nam hy sinh trong trận đánh trả Chiến dịch Mũi Tên Xuyên, trận không kích do Hải quân Mỹ tiến hành để trả đũa Sự kiện Vịnh Bắc Bộ.
- Thành lập phường Lê Lợi thuộc quận Ngô Quyền.

Ngày 17 tháng 2 năm 1987, Hội đồng Bộ trưởng ban hành Quyết định số 38-HĐBT về việc:
- Thành lập phường Đằng Giang trên cơ sở điều chỉnh 7 ha đất và 1.127 nhân khẩu của phường Lạch Tray.
- Thành lập phường Đông Khê trên cơ sở điều chỉnh 10,5 ha đất và 749 nhân khẩu của phường Lạch Tray.

Sau khi điều chỉnh địa giới hành chính, phường Lạch Tray có 150,6 ha đất và 6.549 nhân khẩu.
Ngày 20 tháng 7 năm 2022, HĐND TP. Hải Phòng ban hành Nghị quyết số 26/NQ-HĐND về việc:
1. Phường Lạch Tray
- Sáp nhập một phần của tổ dân phố số 3 vào tổ dân phố số 1.
- Sáp nhập một phần của tổ dân phố số số 3 và tổ dân phố số 4 vào tổ dân phố số 2.
- Thành lập tổ dân phố số 3 trên cơ sở tổ dân phố số 5 và tổ dân phố số 6.
- Thành lập tổ dân phố số 4 trên cơ sở tổ dân phố số 7 và tổ dân phố số 8.
- Thành lập tổ dân phố số 5 trên cơ sở tổ dân phố số 9 và tổ dân phố số 10.
- Thành lập tổ dân phố số 6 trên cơ sở 2 tổ dân phố: số 11, số 13 và một phần của tổ dân phố số 12.
- Thành lập tổ dân phố số 7 trên cơ sở 2 tổ dân phố: số 14, số 15, một phần tổ dân phố số 12 và một phần diện tích của tổ dân phố số 13.

2. Phường Đồng Quốc Bình
- Sáp nhập 5 tổ dân phố: số 3, số 4, số 6, số 7, số 8 vào tổ dân phố số 5.
- Thành lập tổ dân phố số 6 trên cơ sở tổ dân phố số 9 và tổ dân phố số 10.
- Thành lập tổ dân phố số 7 trên cơ sở tổ dân phố số 17 và tổ dân phố số 18.

3. Phường Lê Lợi
- Thành lập tổ dân phố số 4 trên cơ sở 2 tổ dân phố: số 13, số 14 và một phần của tổ dân phố số 15.
- Thành lập tổ dân phố số 5 trên cơ sở 2 tổ dân phố: số 16, số 17 và một phần của tổ dân phố số 15.

Ngày 24 tháng 10 năm 2024, Ủy ban Thường vụ Quốc hội ban hành Nghị quyết số 1232/NQ-UBTVQH15 về việc sắp xếp đơn vị hành chính cấp huyện, cấp xã của thành phố Hải Phòng giai đoạn 2023 – 2025 (nghị quyết có hiệu lực từ ngày 1 tháng 1 năm 2025). Theo đó, sáp nhập toàn bộ 0,26 km² diện tích tự nhiên, quy mô dân số là 10.565 người của phường Đồng Quốc Bình và toàn bộ 0,24 km² diện tích tự nhiên, quy mô dân số là 11.238 người của phường Lê Lợi vào phường Lạch Tray.
Phường Lạch Tray giai đoạn này có 1,16 km² diện tích tự nhiên và quy mô dân số là 32.945 người.
Ngày 16 tháng 6 năm 2025, Ủy ban Thường vụ Quốc hội ban hành nghị quyết sắp xếp đơn vị hành chính cấp xã của thành phố Hải Phòng năm 2025. Theo đó:
- Một phần diện tích tự nhiên, quy mô dân số của phường phường Lạch Tray được sắp xếp với toàn bộ diện tích tự nhiên, quy mô dân số của phường Đằng Giang, một phần diện tích tự nhiên, quy mô dân số của phường Cầu Đất, phường Lạch Tray, phường Gia Viên, phường Đông Khê thành phường mới có tên gọi là phường Gia Viên.
- Phần còn lại của phường Lạch Tray được sắp xếp với toàn bộ diện tích tự nhiên, quy mô dân số của các phường Hàng Kênh, Dư Hàng Kênh, Kênh Dương, một phần diện tích tự nhiên, quy mô dân số của các phường An Biên, Trần Nguyên Hãn, Vĩnh Niệm, Cầu Đất,  thành phường mới có tên gọi là phường Lê Chân.[2]